# Banco Ciudad de Buenos Aires (Casa Matriz)

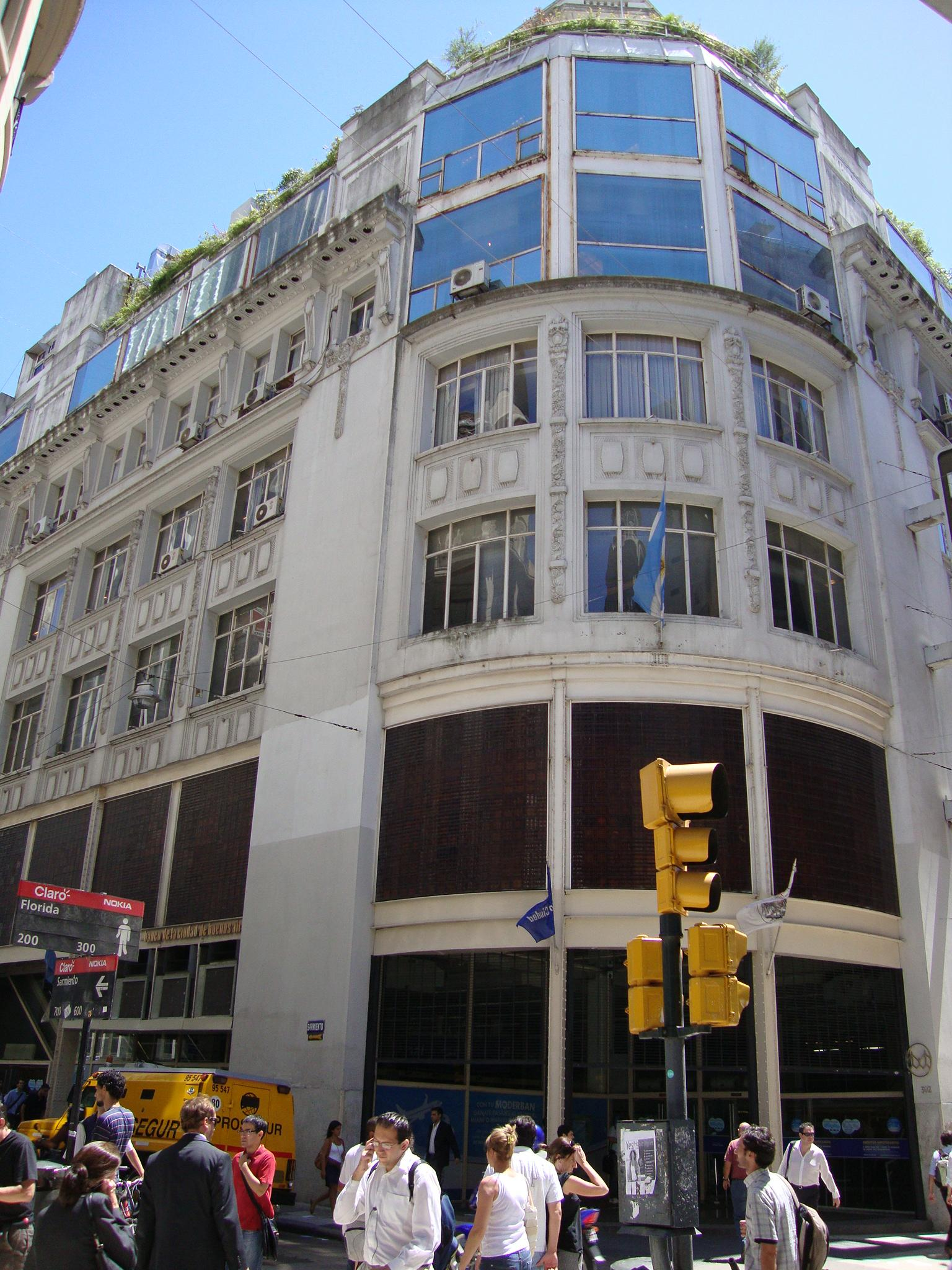
Vista del edificio

La Casa Matriz del Banco Ciudad de Buenos Aires es un edificio de estilo moderno situado en el barrio de San Nicolás, centro financiero de la ciudad de Buenos Aires, .Ocupa la estructura reformada que había sido construida para albergar a la entonces Tienda "A la Ciudad de México".

## Historia
La Tienda A la Ciudad de México fue fundada en 1889 por los señores Ollivier y Albert en la esquina noroeste de las calles Florida y Cangallo (hoy Tte. Gral. Juan Domingo Perón). El edificio original se incendió el 25 de mayo de 1907 y un año después fue inaugurado uno nuevo, de cinco pisos de altura. En 1961 el inmueble fue adquirido por el Banco Municipal de Buenos Aires, y hacia 1966 se llevó adelante un concurso de proyectos para reformarlo con el fin de trasladar allí su casa matriz, que se encontraba en un antiguo edificio en la esquina de las calles Suipacha y Viamonte (inaugurado en 1888), en el 90 aniversario de su fundación.

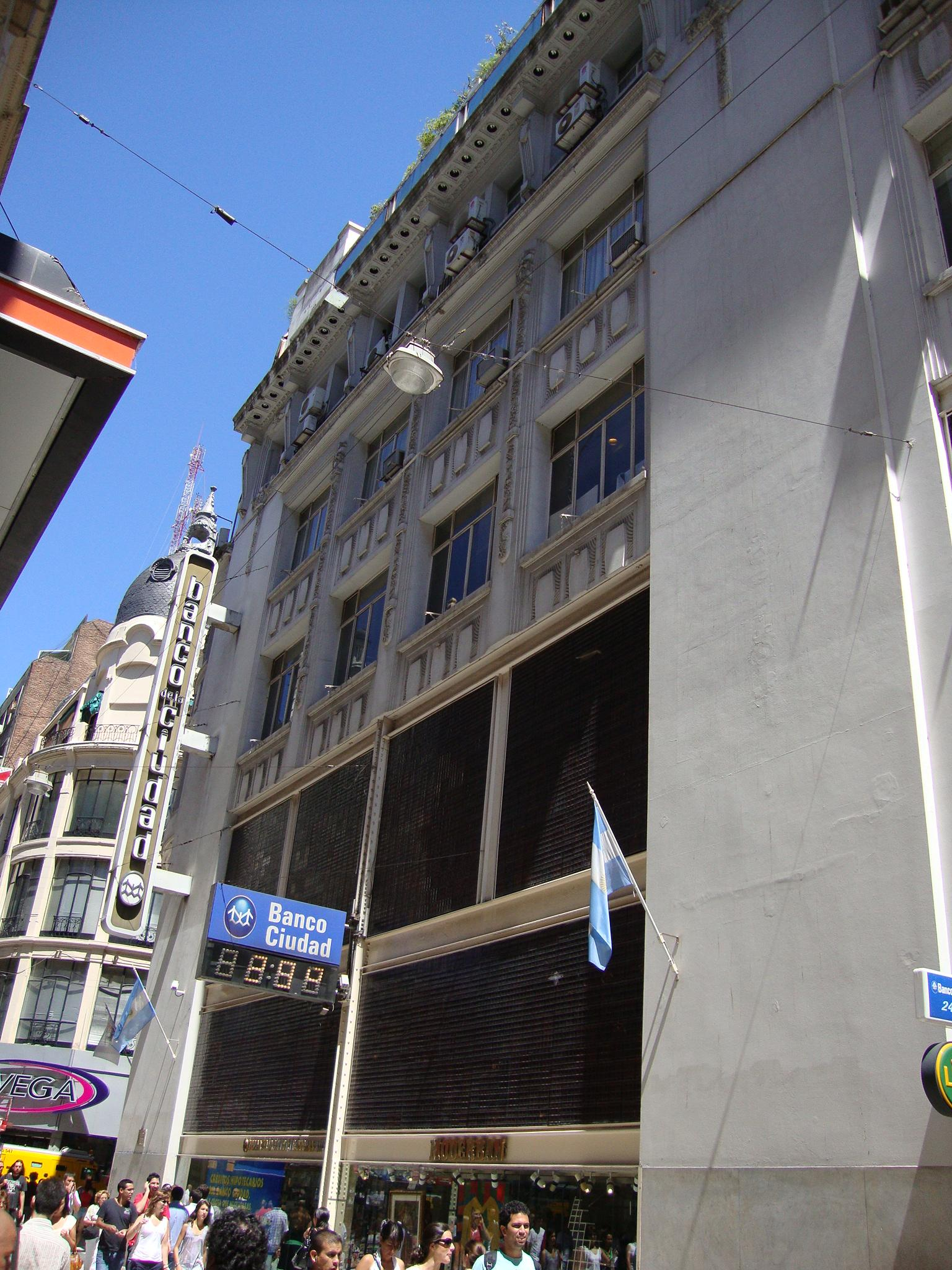
Vista desde la calle Florida al sur

Posteriormente, con la búsqueda de una nueva imagen modernizada se eligió la propuesta de los arquitectos Flora Manteola, Ignacio Petchersky, Javier Sánchez Gómez, Josefa Santos, Justo Solsona y Rafael Viñoly (hoy Estudio M/SG/S/S/S).
Contando con el acotado lapso de 6 meses para concluir las obras, el estudio elaboró los planos en tan solo un mes, y se realizaron 3 turnos diarios durante 200 días de trabajo intensivo por parte de 1000 operarios. Se dividieron grupos de distintas tareas con capataces independientes, trabajando al mismo tiempo en obras menores. El arquitecto Solsona estuvo a cargo de la dirección de obra, llevada adelante por la constructora Sebastián Maronese e Hijos. Finalmente la sede fue inaugurada el 23 de mayo de 1968.

## Descripción

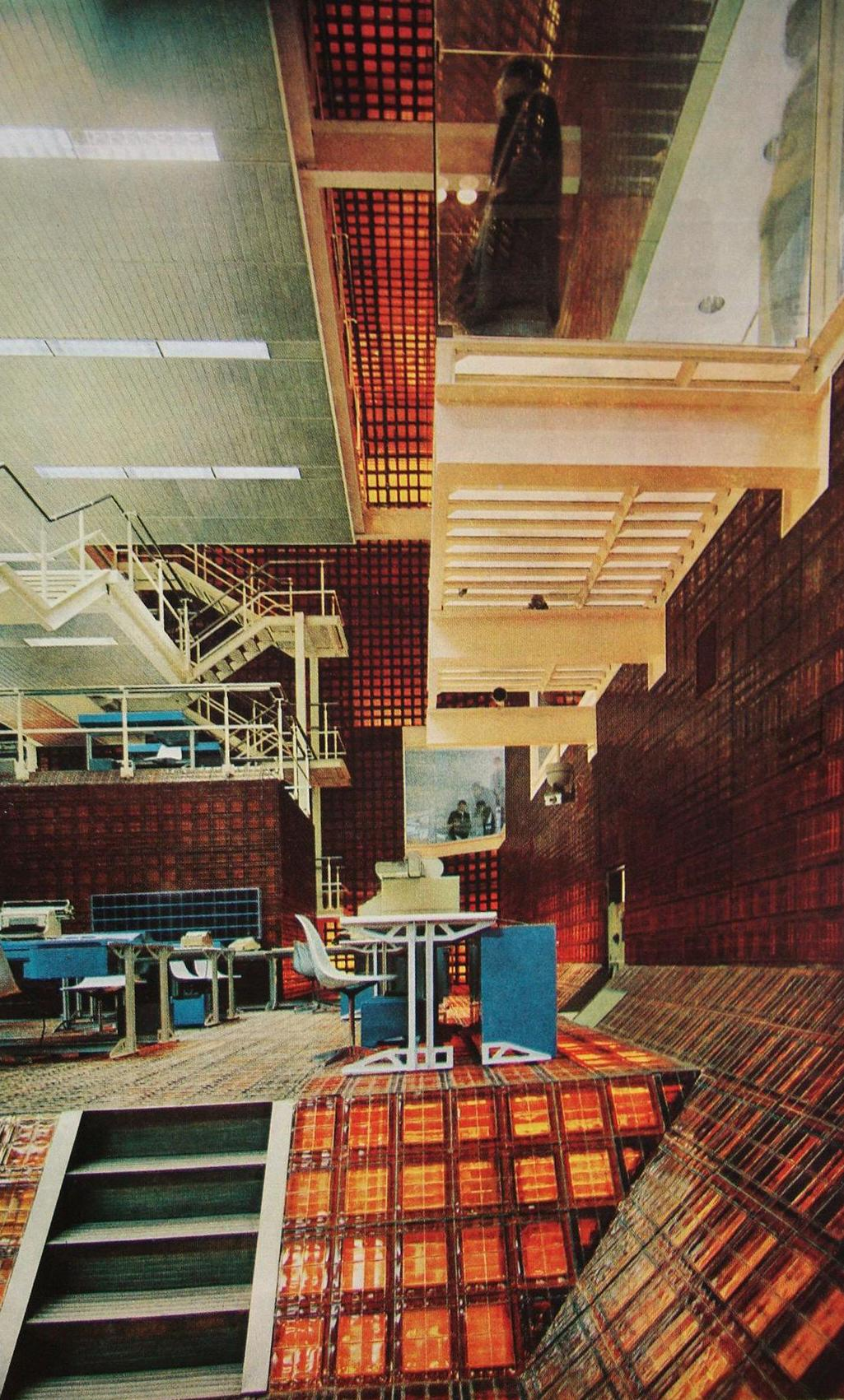
El uso de ladrillos de vidrio en pisos, paredes y techos. El área de empleados está totalmente abierta a la mirada de los peatones.

El Banco Municipal buscaba crearse una nueva imagen, habiendo ampliado los servicios que prestaba de solamente préstamos hipotecarios a todas las actividades bancarias, expandiéndose además a toda la Argentina, por lo que se necesitaba una arquitectura corporativa que fuera distintiva tanto en su nueva casa matriz como en las futuras sucursales.
El proyecto de Manteola, Petchersky, Sánchez Gómez, Santos, Solsona y Viñoly tuvo como elemento protagonista el ladrillo de vidrio, generando ambientes poco comunes para una institución bancaria y permitiendo una mayor conexión entre el interior del edificio y la concurrida peatonal Florida. Se decidió también dejar gran parte de las vigas de hierro a la vista, permitiendo al espectador reconstruir mentalmente la totalidad de las estructuras.
Junto con las sucursales del Banco de la Provincia de Córdoba diseñadas por Miguel Ángel Roca, la casa matriz del actual Banco Ciudad marca un giro en la voluntad de las entidades bancarias sobre sus edificios, pasando a pensarlos en clave pop como signos publicitarios, y desacralizándolos al llevarlos lejos de la clásica arquitectura bancaria de grandes halls con columnas e imponentes escaleras y pisos de mármol. Mientras antiguamente se pensaba que los bancos debían transmitir la imagen de “seguridad”, “confianza”, “permanencia” e “inexpugnabilidad”, a través de edificios macizos de materiales de gran calidad; ahora esta idea era descartada por Solsona y sus socios al pensar un edificio vidriado, con las columnas de hierro expuestas a la vista y lleno de entrepisos y balconeos, como un escaparate.
El subsuelo resultó un punto de especial complejidad, ya que debía destinarse tanto a acceso subterráneo de camiones blindados, como al Tesoro del banco, las cajas de seguridad y las oficinas de Tesorería y otras dependencias.
Entre la planta baja (cuentas corrientes, giros y cobranzas) y el primer piso, donde se desarrollarían las actividades de contacto directo con los clientes, se construyó un entrepiso para aumentar la superficie útil, que se destinó a caja de ahorros. Se le dio a todo este sector un tratamiento arquitectónico unitario. Así, los arquitectos pensaron su proyecto como la “cáscara” del antiguo edificio de la tienda comercial, vaciada por dentro y dejando sus columnas de hierro expuestas. Dentro de este gran espacio libre de varios niveles de altura, los sectores de diversas funciones serían expresados como “órganos” de un cuerpo, visibles como elementos independientes por sus formas expresadas claramente, y revestidos todos en el característico ladrillo de vidrio rojizo.
En los restantes niveles (pisos 2º, 3º y 4º) se instalaron la Gerencia departamentales y las oficinas de funcionamiento interno, y en ellos se mantuvio menos intervenido el aspecto original del edificio. Cada piso contó con una sala de reuniones, y para separar las oficinas del sector de circulación del público se utilizó solamente una línea de mostradores y muebles de almacenamiento bajos.

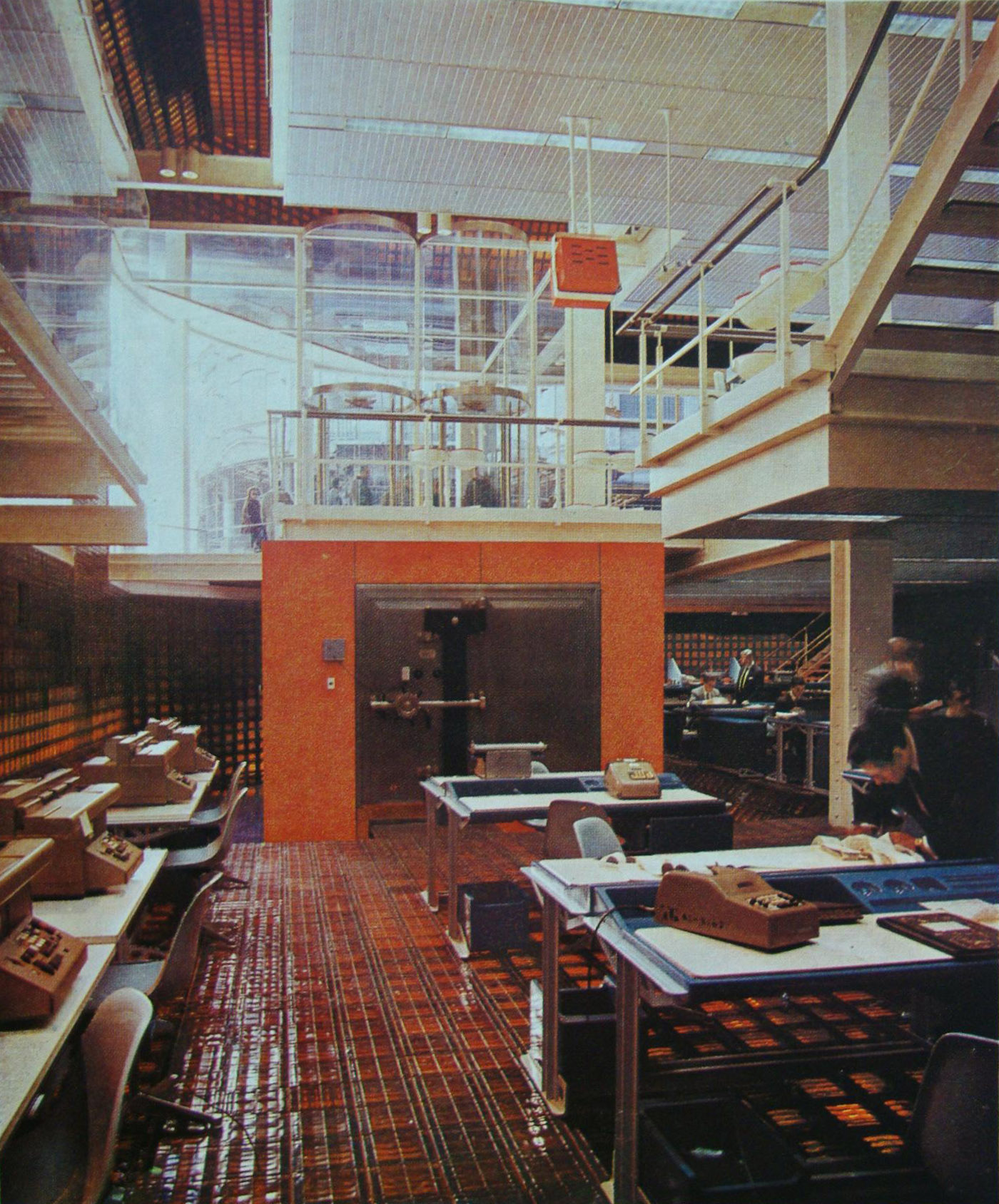
Caja fuerte y máquinas de escribir en la planta baja del Banco Municipal (1968)

En el 5º piso, destinado a la Presidencia, Secretaría y sala de reuniones del Directorio, se remodeló integralmente. El 6º piso, con una gran terraza en todo su perímetro, fue aprovechado para comedor de los puestos superiores, considerando que allí se encontraba una confitería, y se construyeron una sala de actos y una biblioteca. El 7º piso, de menor superficie debido a un retiro escalonado de la fachada, se destinó a servicio médico y otras dependencias. El 8º piso fue construido a nuevo, y alojó diversos servicios: personal de maestranza, archivos, etc.

## Ampliación
Entre 1977 y 1981 se construyó la ampliación de la casa central del Banco de la Ciudad de Buenos Aires, con acceso por la calle Sarmiento n.º 630. El proyecto estuvo a cargo de los arquitectos Aslan y Ezcurra, y consistió en una torre vidriada con perfiles metálicos, de 7 subsuelos, planta baja y 18 pisos.

## Proyecto de nueva Casa Matriz
En 2009, ante los problemas derivados del crecimiento sostenido del Banco Ciudad, y luego de comprobar que la remodelación de los edificios existentes resultaba excesivamente costosa, la institución decidió la construcción de una nueva casa matriz. Para ello, se adquirió al Instituto de Vivienda de la Ciudad (IVC) una manzana completa en la calle Uspallata, junto al Parque de los Patricios.
Dicho proyecto fue altamente cuestionado por el conjunto de trabajadores del banco de la ciudad, dentro de un plan de lucha ya que lo consideraron demasiado oneroso para la situación patrimonial del banco. Luego de estar frenado por la Justicia de la Capital Federal, por un recurso de amparo interpuesto por diversas agrupaciones políticas, la obra comenzó a fines de 2010. En 2014 el auditor porteño Eduardo Epszteyn denunció que el Banco Ciudad prestó dinero en condiciones irregulares a una constructora. Según el informe se estarían perdiendo entre 6 y 9 millones de pesos. El auditor señaló otro caso en el que se otorgó unilateralmente un préstamo por 35 millones de pesos a la empresa Lethe, en una forma presuntamente irregular: el crédito representaba el 1500 por ciento de la Responsabilidad Patrimonial Computable (RPC) de la empresa, además dicha empresa carecía de experiencia previa en la materia (se especializa en aceites animales para uso industrial) y fue creada en 2010 con la compra del edificio. Por otra parte, los trabajadores del banco lo acusaron de continuar las políticas de vaciamiento y tercerización y de desviar 11 millones de pesos en publicidad mientras no se cumplían las condiciones básicas de trabajo.
Sin embargo a fines de 2014 se anunció que el Jefe de Gobierno dejará la sede histórica de Bolívar 1 frente a la Plaza de Mayo; y traslada su despacho y el de varios de sus ministros al complejo que el arquitecto británico Norman Foster diseñó para el Banco Ciudad. Los trabajadores del Banco Ciudad marcharon en octubre de ese año reclamando que no se destine el edificio construido en Parque Patricios para la Jefatura de Gobierno, ya que originalmente fue hecho para mudar allí las oficinas del banco
El auditor porteño Eduardo Epszteyn advirtió que el Banco Ciudad pierde dinero con el convenio que firmó para cederle un edificio a la administración de Macrista. Epszteyn cuestionó el gasto de 400 millones de pesos (sin contar adicionales) en el nuevo edificio.
En mayo de 2019 se anuncia la renovación del espacio conservando sus formas y la puesta en valor de las instalaciones preservando el patrimonio arquitectónico que alberga el edificio por medio de un concurso público.
"La obra que propone este concurso público tiene por finalidad recuperar la fachada y los pisos superiores del edificio. El nuevo proyecto contempla la intervención en un volumen de 11.000 metros cuadrados, para alojar oficinas de áreas centrales del Banco, el museo de la institución, un gran salón multiuso y espacios de exhibición". Las obras que abarcan los pisos superiores contarán con un nuevo remate de paneles de vidrio.
El costo de este proyecto se estima en $ 484 millones más IVA.